# Amastus coprophora
Amastus coprophora là một loài bướm đêm thuộc phân họ Arctiinae, họ Erebidae.